# 18e Wereldjamboree

Jamboree Headquarters

De 18e Wereldjamboree werd van 1 tot en met 11 augustus 1995 gehouden in Biddinghuizen, op het evenemententerrein nabij Walibi Flevo (sinds 2010: Walibi Holland). Er waren 28.960 deelnemers uit 196 landen. Thema van de Jamboree was Future is now. In het Frans is dat l'Avenir est déjà là en in het Nederlands De toekomst is nu. 
Nederlands was daarmee voor de tweede keer gastheer geweest voor de wereldjamboree. In 1937 was de vijfde wereldjamboree in de Noord-Hollandse plaats Vogelenzang.
Het evenemententerrein, oorspronkelijk ontwikkeld door Scouting Nederland voor de Europese Jamboree van 1994 en de Wereldjamboree van 1995, organiseerde zij tevens de Nationale Jamboree van 2000, alsmede de Scout-Ins van 1990, 1992, 1995 en 1997. Ook werden er elk jaar de Scouting Fundays georganiseerd. Verder is het sinds 1993 de locatie van het muziekfestival Lowlands, sinds 1996 van de christelijke conferentie Opwekking en sinds 2007 van Fields of Rock. Ook vindt op dit terrein sinds 2011 muziekfestival Defqon.1 plaats.